# Marca di Verona
La marca di Verona, o più precisamente marca di Verona e Aquileia, fu una vasta marca nell'Italia nordorientale del Regnum Italicorum, parte del Sacro Romano Impero. Essa ebbe per capitali Verona e Aquileia.

## Storia
La marca di Verona fu istituita nell'888 dal re d'Italia Berengario I, che decise di porre la sua capitale a Verona, relegando a un ruolo subalterno la marca del Friuli, che in precedenza era stata il principale centro di potere dell'Italia nordorientale. Il territorio della marca si estendeva tra il fiume Adda, il fiume Po e i confini orientali del regno, ricalcando i confini dell'Austria longobarda. Al suo interno comprendeva circoscrizioni minori come la marca del Friuli, la marca di Trento e la marca d'Istria. Dopo Berengario, nella marca di Verona governarono Vilfredo, Winterio e Milone. Volendosi garantire libero accesso al Regnum Italicorum, non fidandosi del re d'Italia Berengario II, nel 952 Ottone I assegnò la marca al duca di Baviera, suo fratello. Rimane però da sottolineare il fatto che nonostante il duca di Baviera e il marchese di Verona fossero la stessa persona, egli continuò a reggere il ducato di Baviera come duca del regno dei Franchi Orientali e la marca di Verona come marchese del regno d'Italia, senza cioè che la marca fosse incorporata nel regno teutonico e il ducato al regno degli italici. Dal 978, invece, venne assegnata al neocostituito ducato di Carinzia, governato da Ottone di Worms, per volontà di Ottone II. Ottone di Worms decise di sottrarre la marca di Trento dal controllo diretto di Verona e di affidarla ad Aribo di Stein, detentore di un comitato carinziano nello Jauntal e fratello del vescovo Albuino di Bressanone.

### La creazione dei principati vescovili
Nel 1027, come ringraziamento per la fedeltà mostratagli, l'imperatore Corrado II il Salico divise il territorio nord-occidentale della marca, il quale era appartenuto alla marca di Trento, tra le sedi vescovili di Trento e di Bressanone, creando di fatto i principati vescovili di Trento e di Bressanone. Nel 1077, per volontà dell'imperatore Enrico IV, i territori che erano appartenuti alla marca del Friuli e la città di Aquileia vennero separati per costituire il principato ecclesiastico di Aquileia retto dal principe-patriarca.

### La marca di Verona dopo l'XI secolo
A partire dal XII secolo gli imperatori presero a inviare nella marca dei vicari a rappresentarli, ad esempio la margravia di Toscana Matilde di Canossa. In questo periodo, la parte orientale della marca di Verona cominciò a esser chiamata "marca di Treviso" e ciò non perché Treviso fosse diventata sede di una circoscrizione amministrativa del Regnum Italicorum, bensì perché il territorio trevigiano fu particolarmente fiorente dal punto di vista economico al punto da essere riportato dalle fonti coeve come Marca gioiosa et amorosa. Come nel resto dell'Italia centro-settentrionale, anche Verona e le altre principali città della marca si svilupparono come liberi comuni. Nel 1164 le principali città della marca, tra cui - oltre a Verona - Padova, Vicenza e Treviso, sotto la guida della Repubblica di Venezia, costituirono la Lega Veronese, creata per difendere la loro indipendenza dall'autorità imperiale. Il 1º dicembre 1167, la Lega Veronese si unì alla Lega Lombarda. Sebbene gli imperatori continuassero a nominare propri vicari sino al XV secolo, il loro potere fu puramente nominale, tanto che gran parte del territorio della marca era entrato nei possedimenti della Serenissima, e nel 1433 il Doge di Venezia divenne Vicario Imperiale. La situazione cambiò nel 1523 quando la terraferma veneta venne investita come feudo a Venezia da Carlo V.